# Duka
Duka là một thị trấn thuộc hạt Vas, Hungary. Thị trấn này có diện tích 15,24 km², dân số năm 2010 là 231 người, mật độ 15 người/km².